# Mayotte
Mayotte (tiếng Pháp: Mayotte, phát âm [majɔt]; Shimaore: Maore, IPA: [maˈore]; tiếng Malagasy: Mahori) là một tỉnh và vùng hải đảo của Pháp với tên chính thức là Tỉnh Mayotte (French: Département de Mayotte). Nó bao gồm một đảo chính, Grande-Terre (hay Maore), một đảo phụ nhỏ hơn, Petite-Terre (hay Pamanzi), và nhiều đảo nhỏ xung quanh. Quần đảo này tọa lạc ở mạn đông eo biển Mozambique trong Ấn Độ Dương ngoài khơi bờ biển Đông Nam Phi, giữa miền tây bắc Madagascar và miền đông bắc Mozambique. Mayotte đạt được địa vị tỉnh các đây không lâu và tới nay vẫn là một trong những nơi kém phát triển nhất tại Pháp. Mayotte tuy vậy vẫn thịnh vượng hơn bất kỳ nơi nào trong khu vực eo biển Mozambique, khiến nó trở thành một điểm đến với người nhập cư bất hợp pháp.
Diện tích của Mayotte là 374 kilômét vuông (144 dặm vuông Anh), và, với 212.645 dân, có mật độ dân số cao với 569 người/km² (1.473 người trên sq mi). Thành phố lớn nhất và tỉnh lỵ là Mamoudzou trên Grande-Terre. Sân bay quốc tế Dzaoudzi–Pamandzi nằm trên đảo lân cận Petite-Terre. Lãnh thổ này về địa lý là một phần của quần đảo Comoro. Mayotte còn có tên Maore (tên bản địa của đảo chính).
Ngôn ngữ của số đông là Shimaore, một phương ngữ của tiếng Comoros. Ngôn ngữ được nói rộng rãi thứ nhì là Kibushi, một dạng tiếng Malagasy được ảnh hưởng bởi Shimaore, gần gũi nhất với phương ngữ Sakalava. Đại đa số dân cư là người Hồi giáo.
Mayotte ban đầu được người Đông Phi khai phá. Sau đó, người Ả Rập đến đây và mang theo Hồi giáo. Một Hồi quốc được thiết lập năm 1500.
Thế kỷ 19, Mayotte bị chinh phục bởi Andriantsoly, vua của Iboina trên đảo Madagascar, rồi bởi lần lượt Mohéli và Anjouan trước khi được Pháp mua lại năm 1841. Người dân Mayotte bỏ phiếu để tiếp tục là một phần của Pháp trong cuộc trưng cầu dân ý năm 1974. Mayotte trở thành một tỉnh hải ngoại vào ngày 31 tháng 3 năm 2011.

## Địa lý

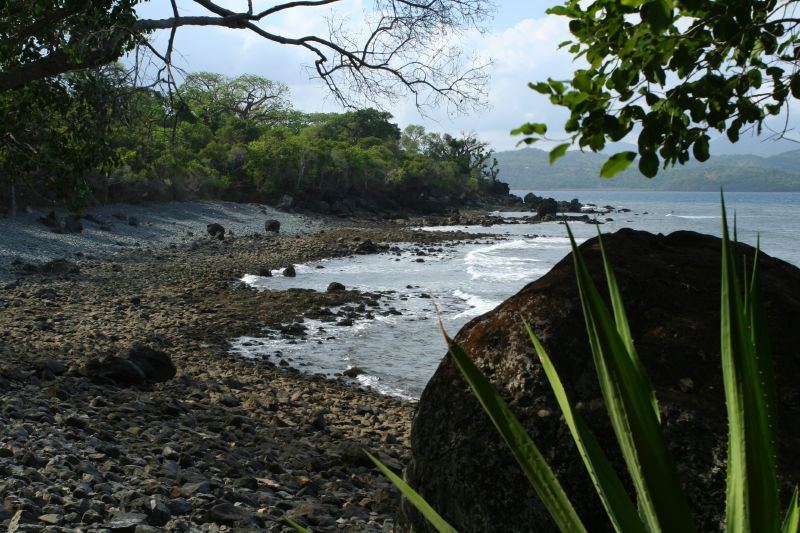
Cảnh biển Mayotte.

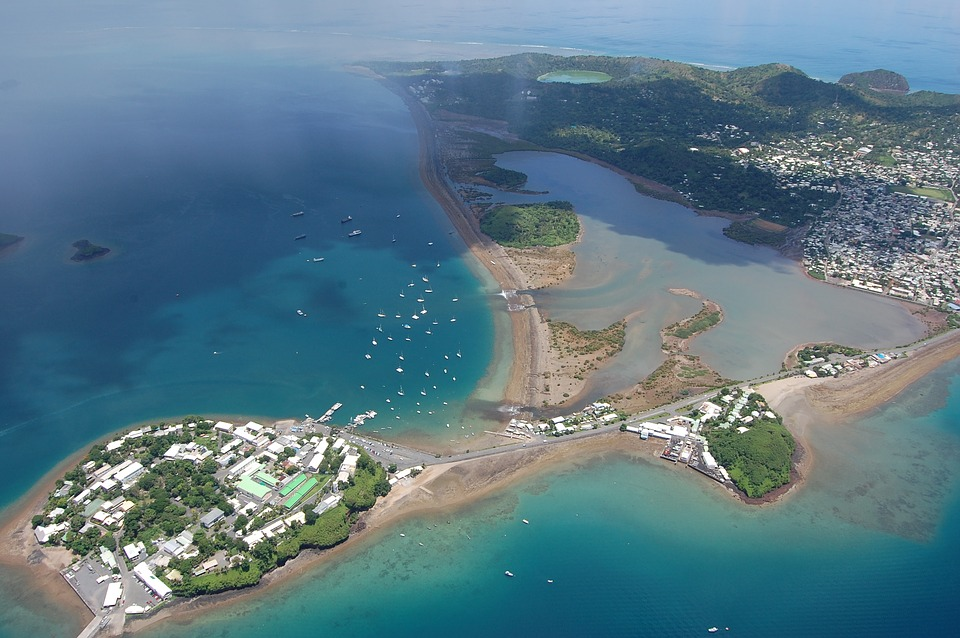
Đá Dzaoudzi và "Petite-Terre".

Tên Mayotte (hay Maore) được dùng để chỉ toàn bộ các đảo trong tỉnh, trong đó lớn nhất là Maore (tiếng Pháp: Grande-Terre) và các đảo lân cận, nổi bật nhất là Pamanzi (tiếng Pháp: Petite-Terre).
Grande-Terre (Maore), về địa chất là đảo cổ nhất quần đảo Comoros, dài 39 kilômét (24 mi) và rộng 22 kilômét (14 mi), với điểm cao nhất là đỉnh núi Benara, đạt 660 mét (2.165 ft) trên mực nước biển. Vì đá núi lửa, đất đai khá màu mỡ ở một số nơi. Rạn san hô quanh đảo cung cấp chỗ đậu thuyền và nơi cư ngụ cho cá. Dzaoudzi là tỉnh lỵ Mayotte (và cả Comoros thời thuộc địa) cho tới năm 1977. Nó nằm trên Petite-Terre (Pamanzi), mà với diện tích 10 kilômét vuông (4 dặm vuông Anh), là đảo lớn thứ nhì.

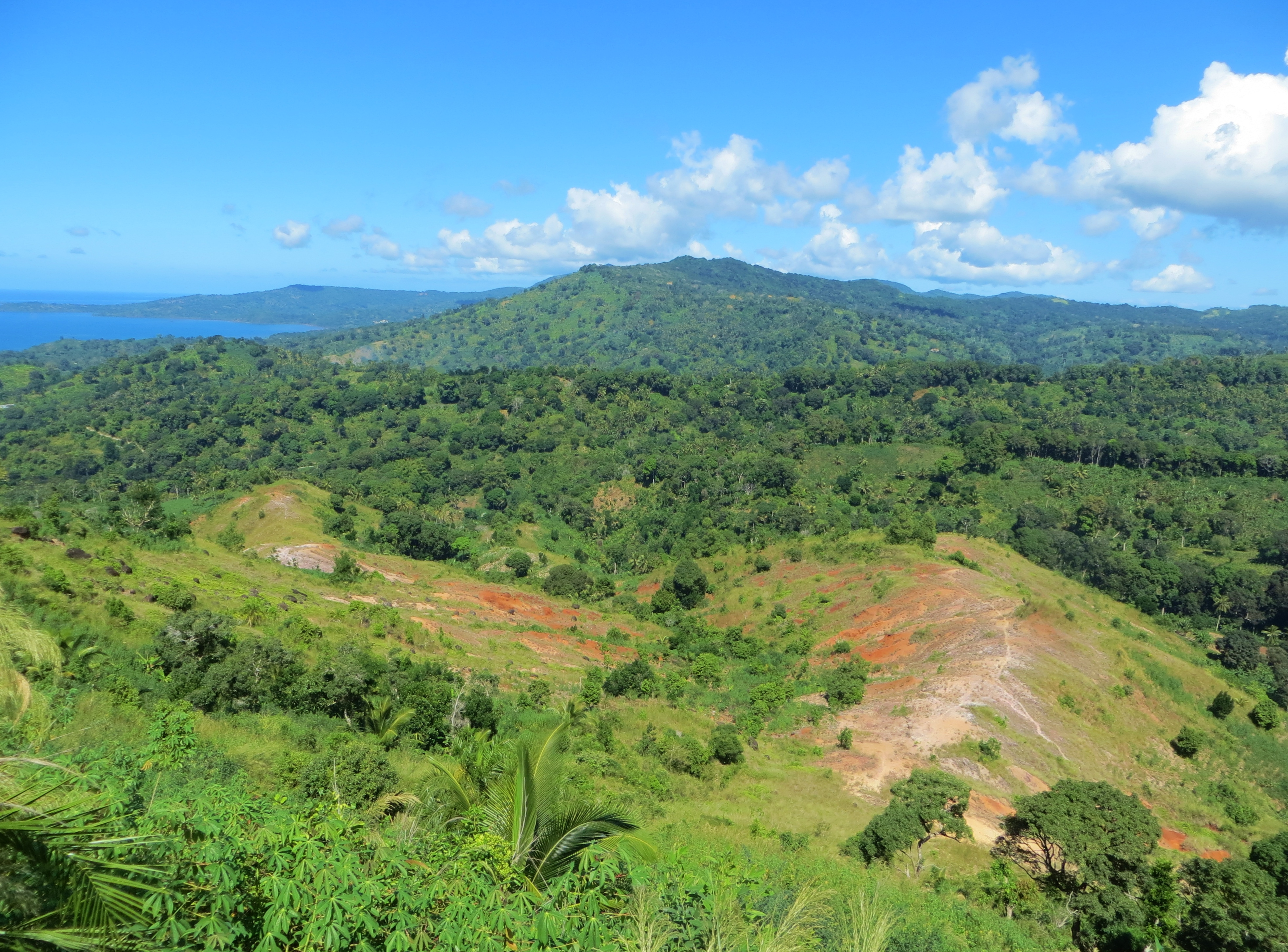
Khung cảnh "padza" ở Passamaïnty.
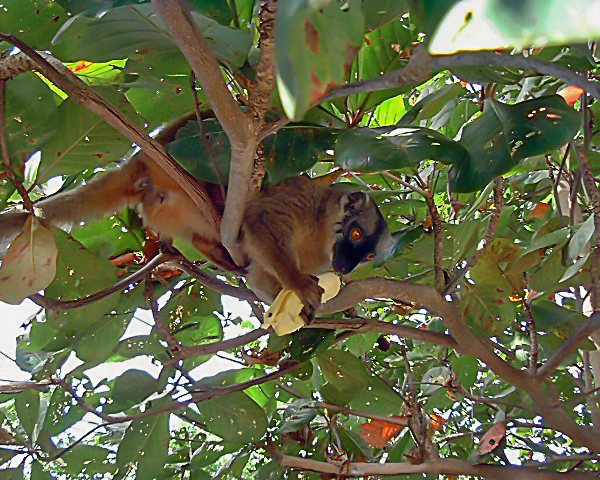
Một con vượn cáo "maki de Mayotte" (Eulemur fulvus mayottensis).
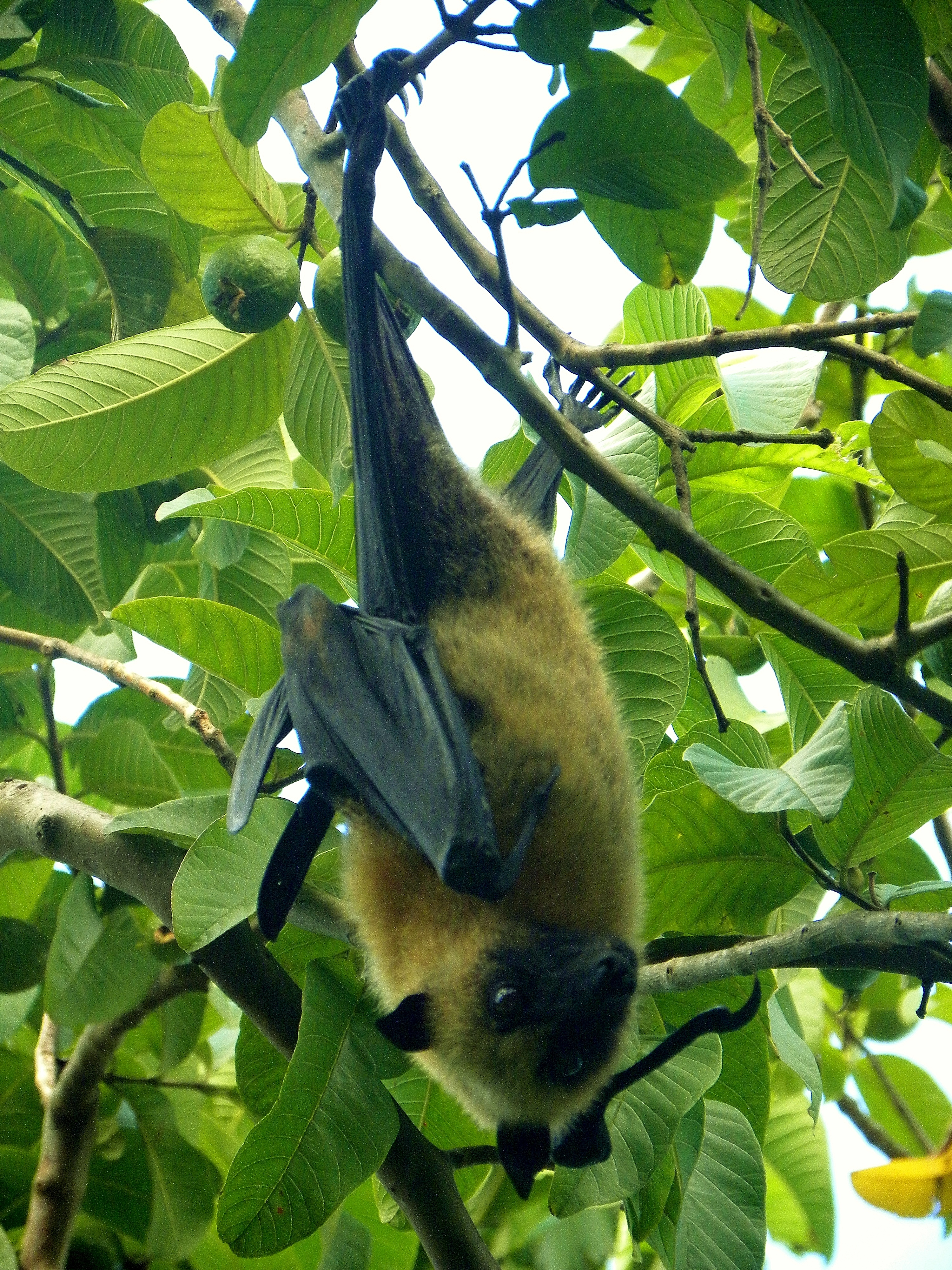
Dơi quả Mayotte (Pteropus seychellensis comorensis).
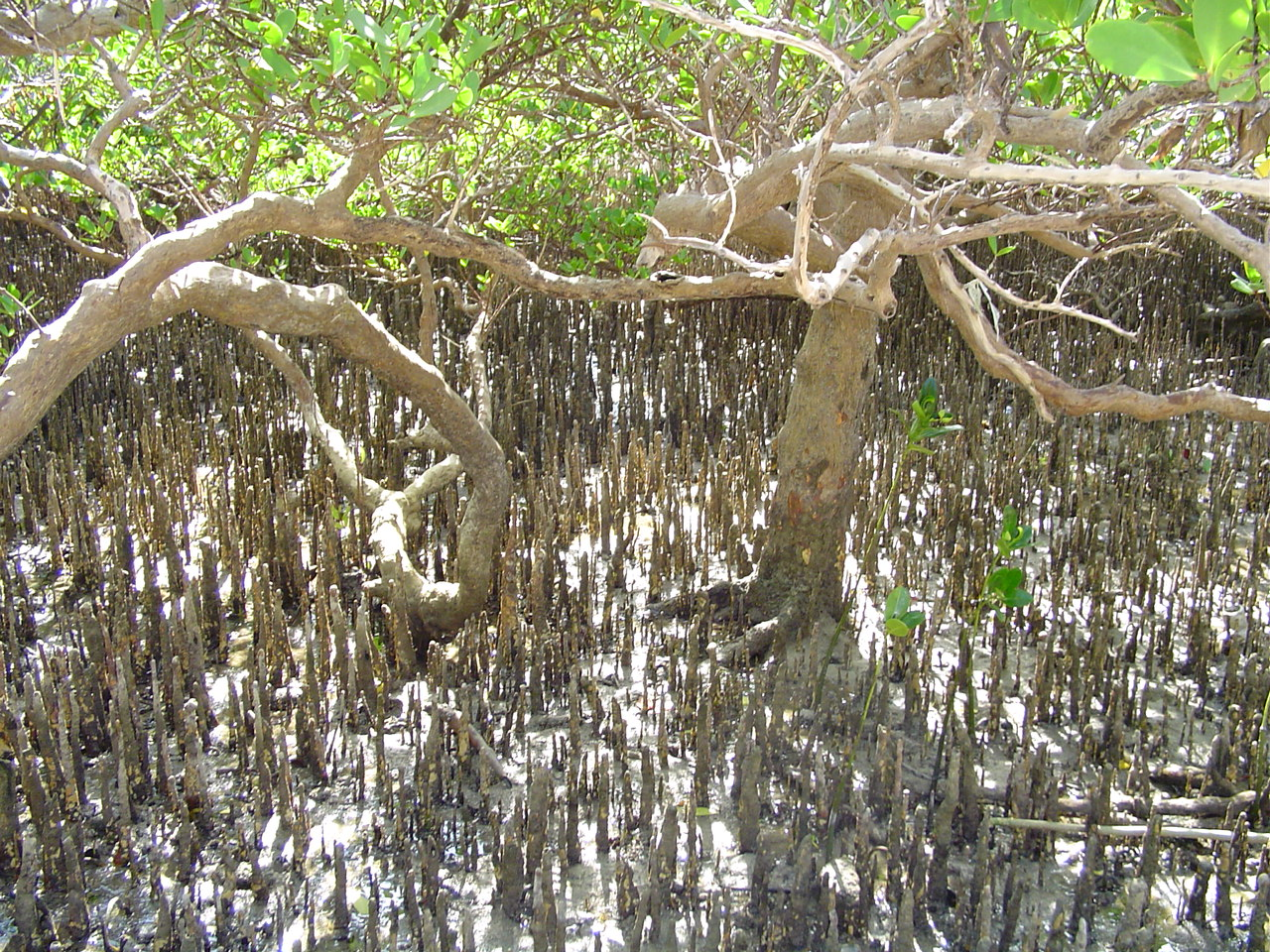
Rừng ngập mặn ở Moya.
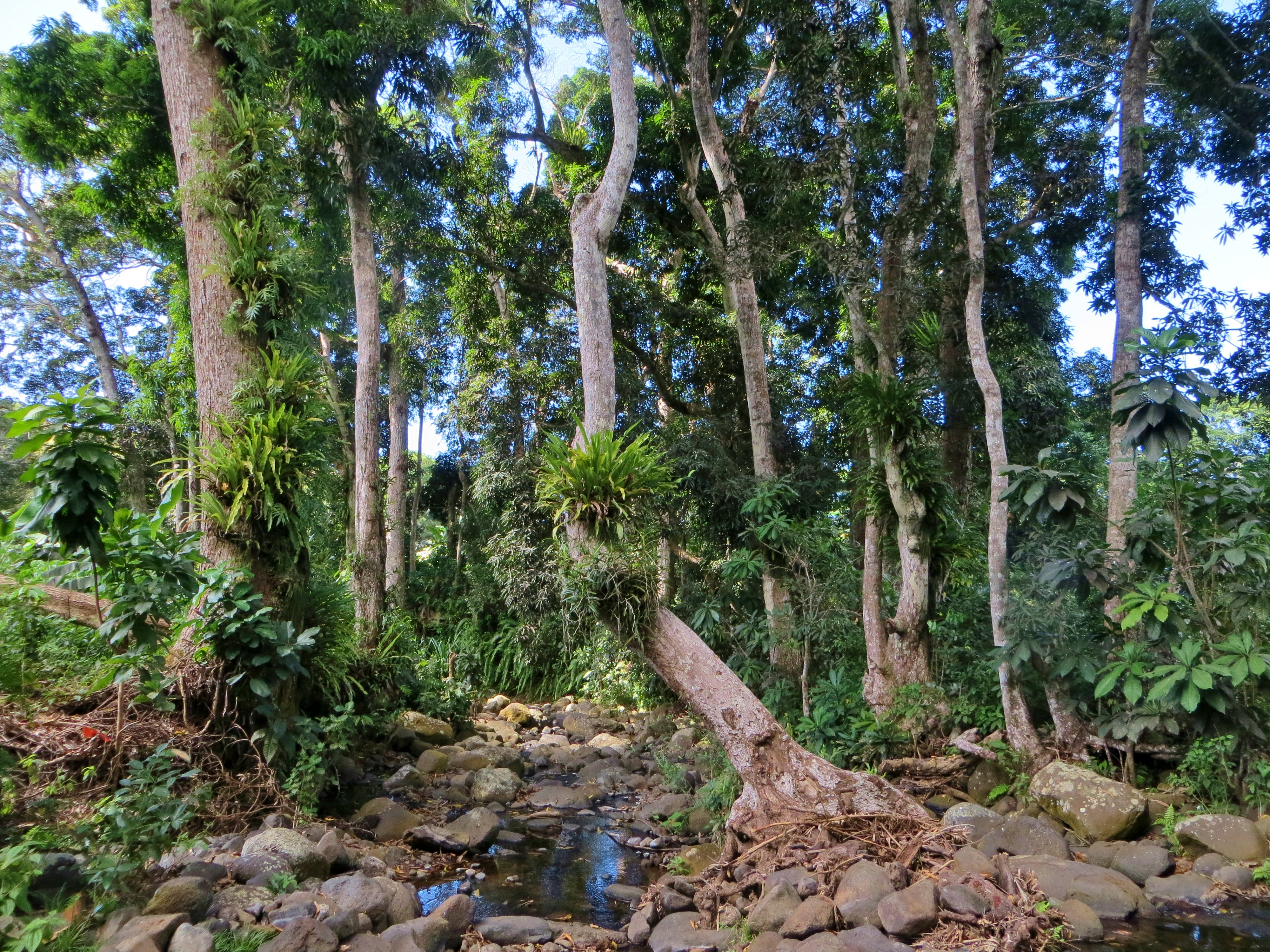
Rừng xoài.

## Môi trường

### Môi trường biển
Mayotte được bao quanh bởi rặng san hô nhiệt đới điển hình. Nó bao gồm một rạn san hô hàng rào lớn bên ngoài, bao bọc lấy một trong những đầm phá lớn nhất và sâu nhất trên thế giới, vào sâu hơn bên trong là rạn san hô viền bờ, cách nhau bởi những vùng rừng ngập mặn. Tất cả khu vực nước của Mayotte đều thuộc Công viên hải dương Quốc gia, và nhiều nơi là các khu dự trữ tự nhiên.

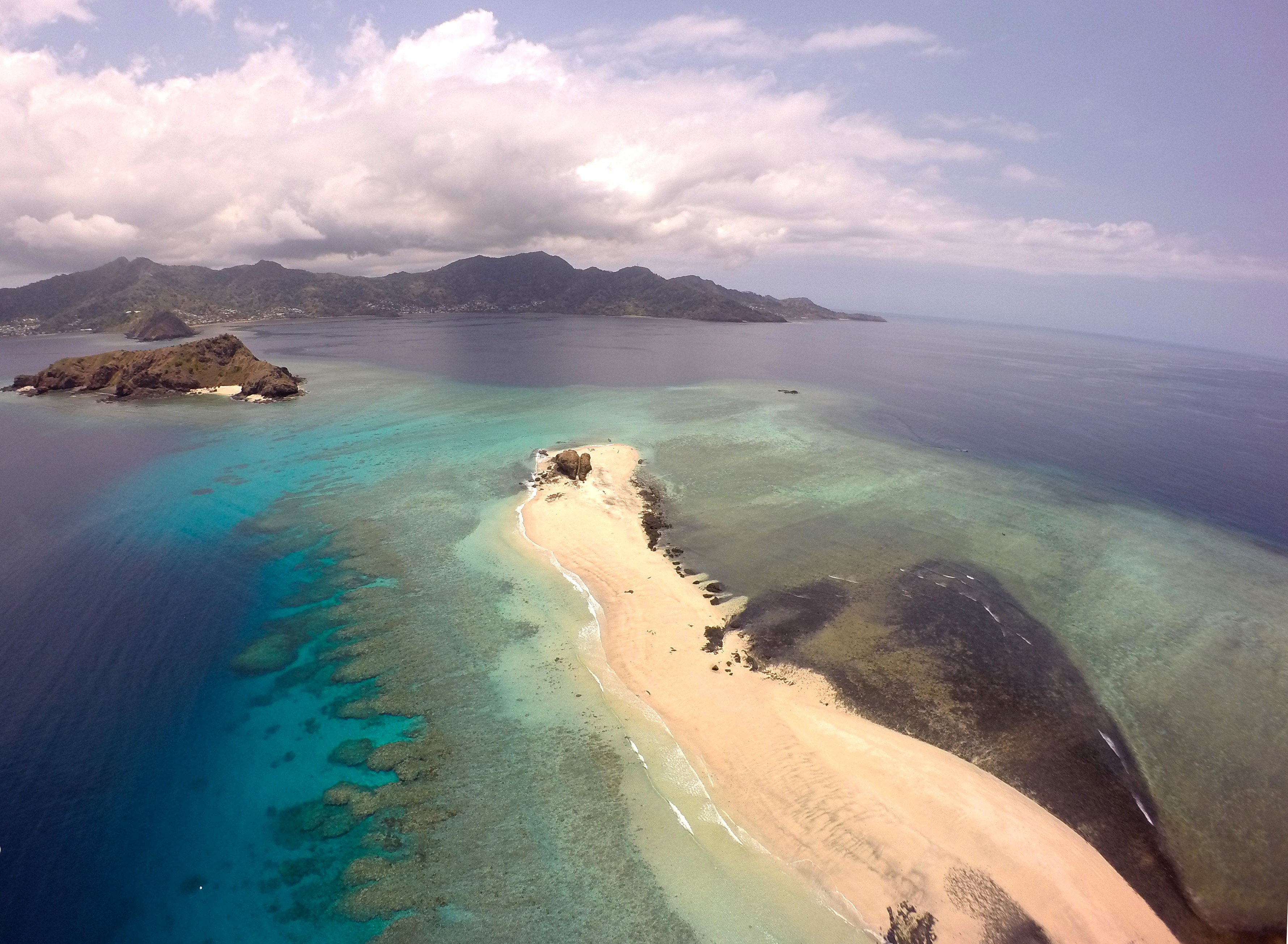
Quần đảo Choizil và rặng san hô bao quanh.
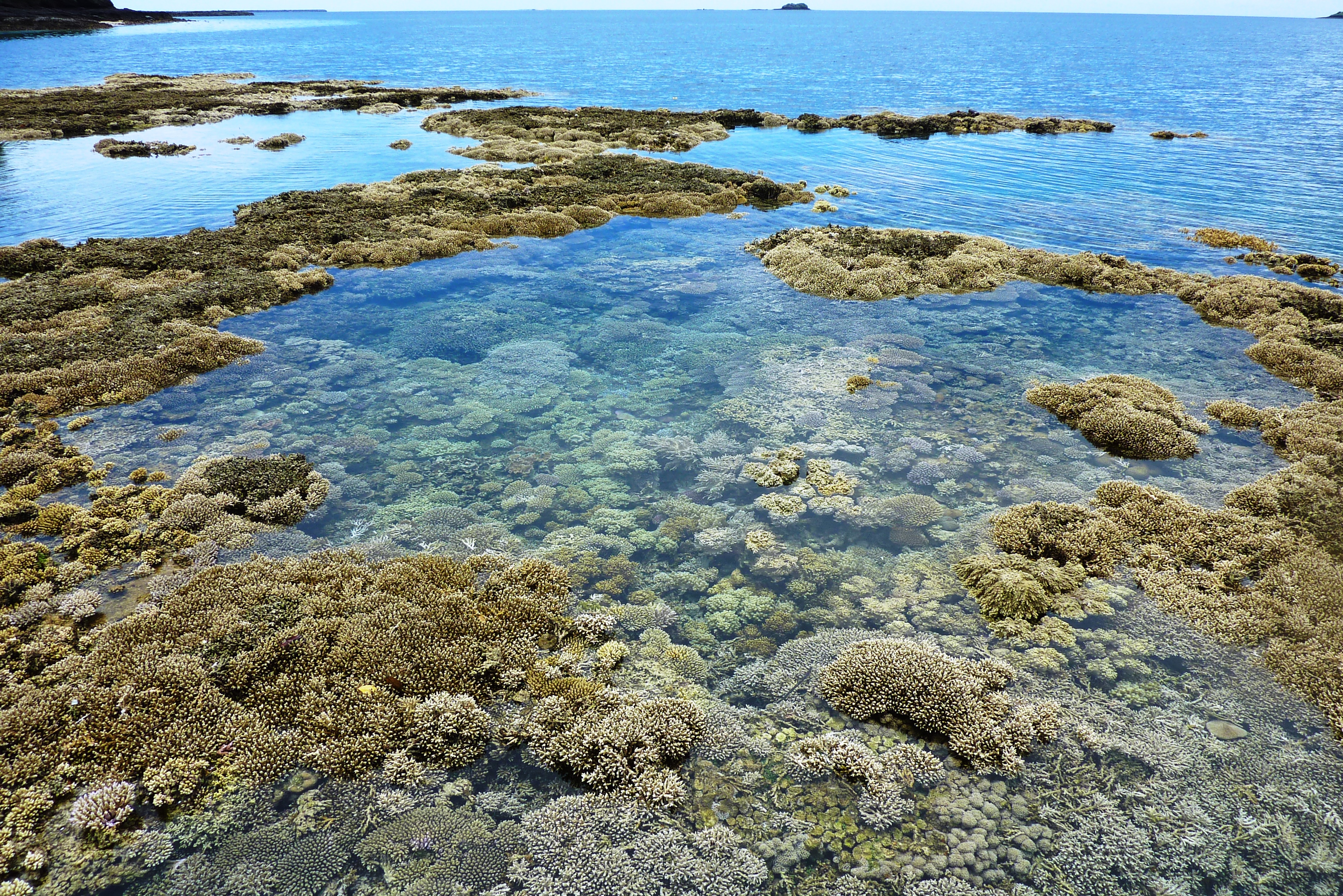
Thủy triều thấp trên rặng san hô đảo M'Bouzi.
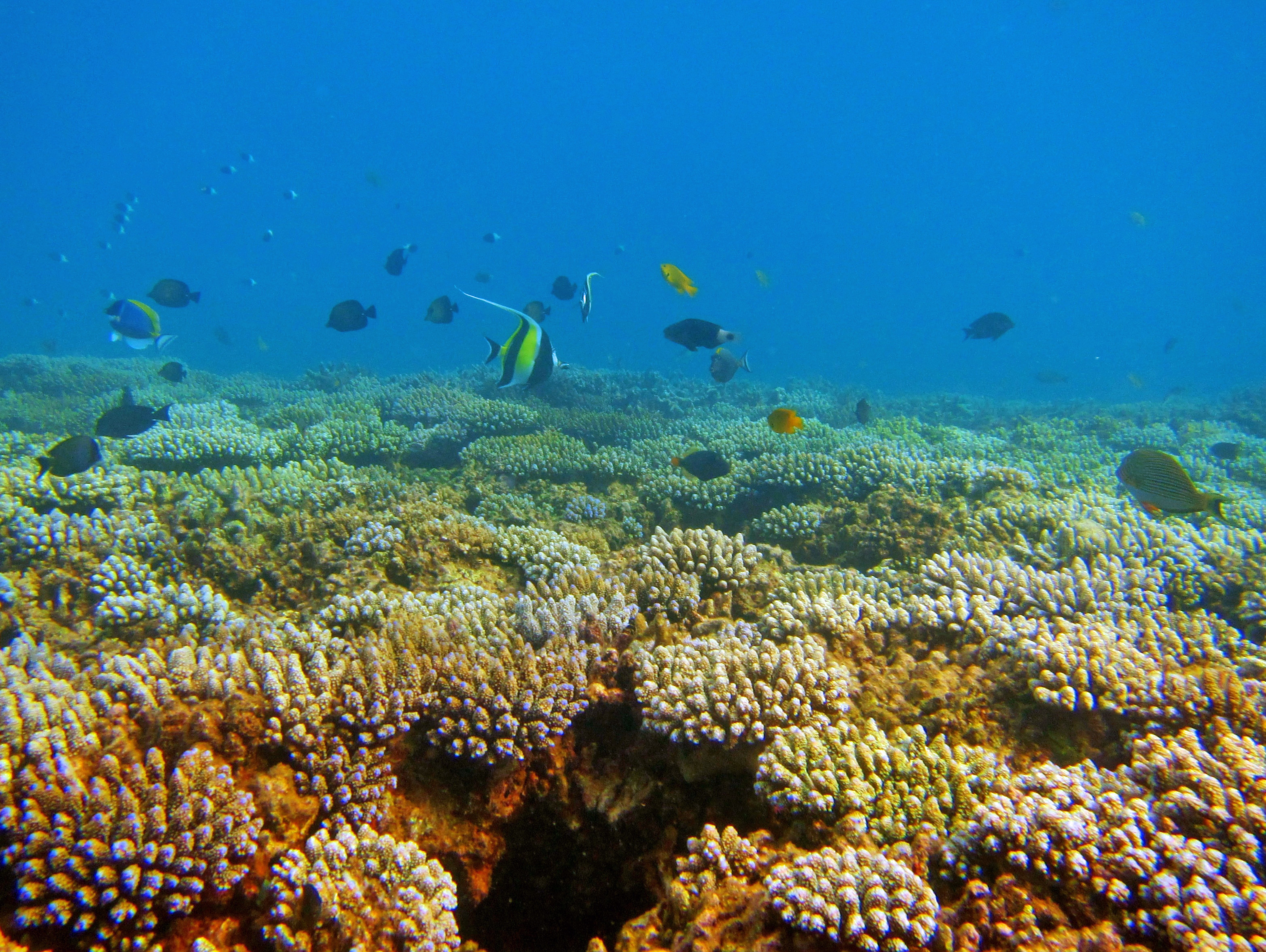
Rặng san hô viền bờ ở Sakouli.
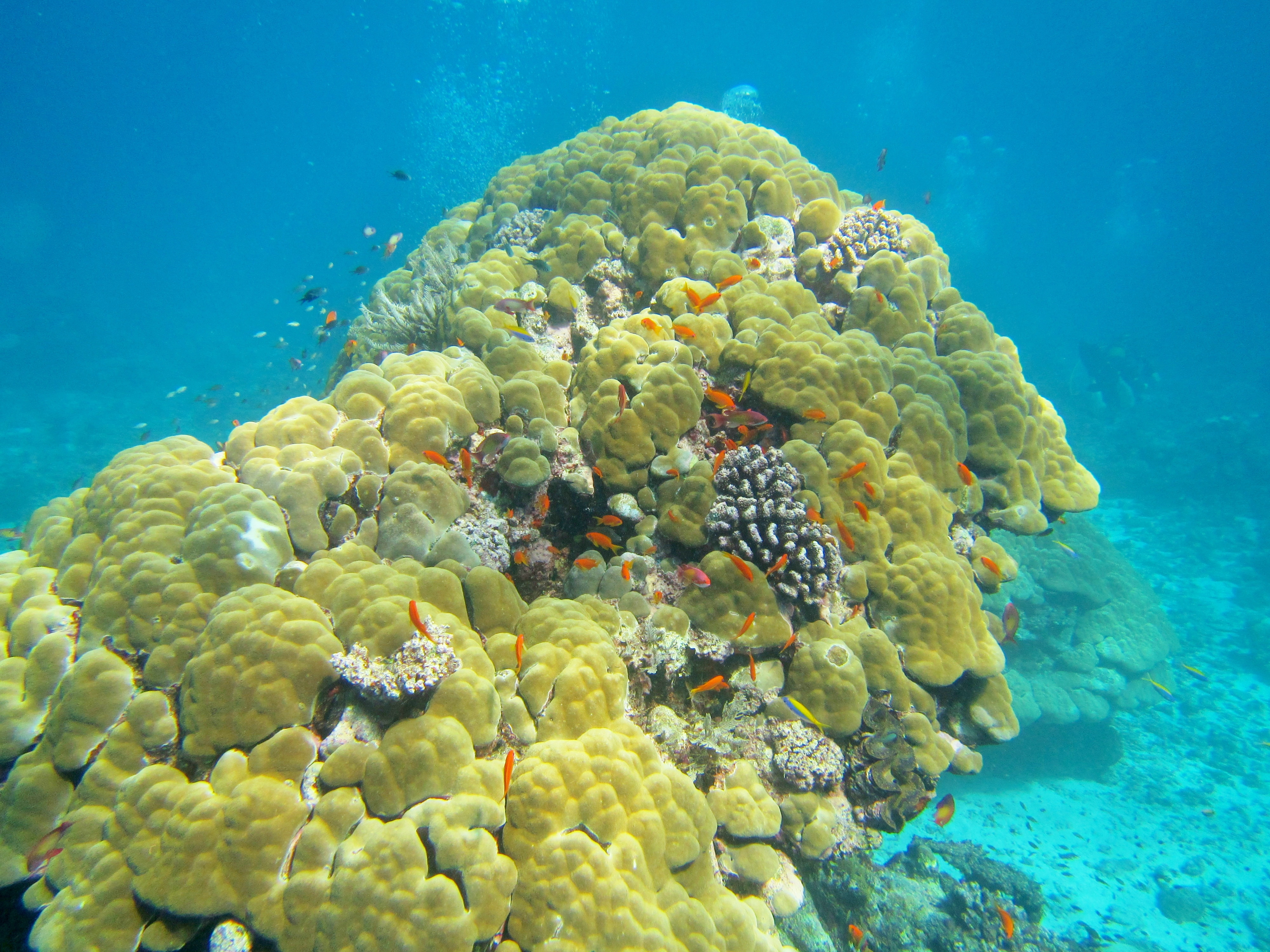
Một vài cụm Porites rất cổ.
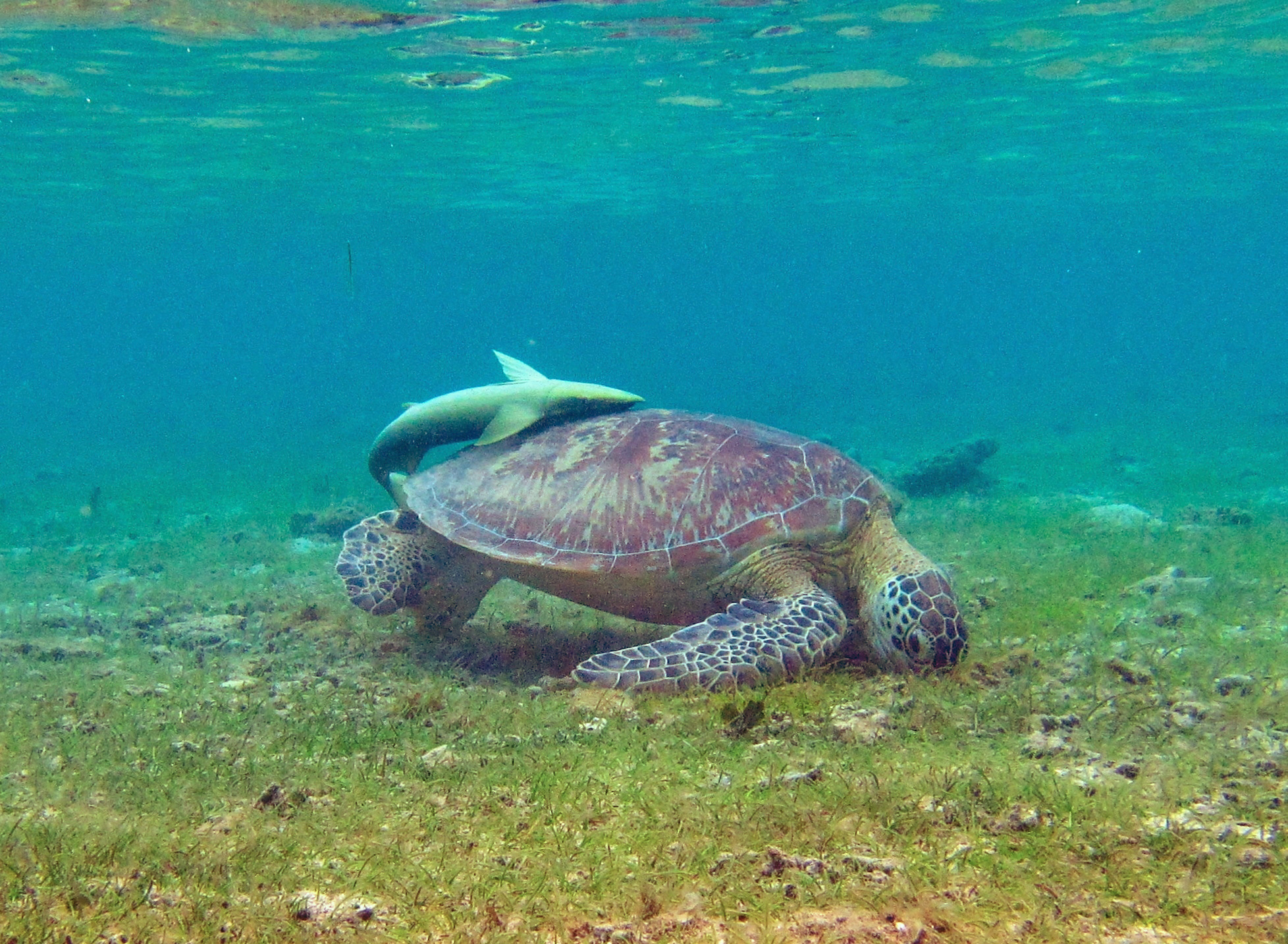
Rùa biển xanh (Chelonia mydas) tại N'Gouja.

## Lịch sử

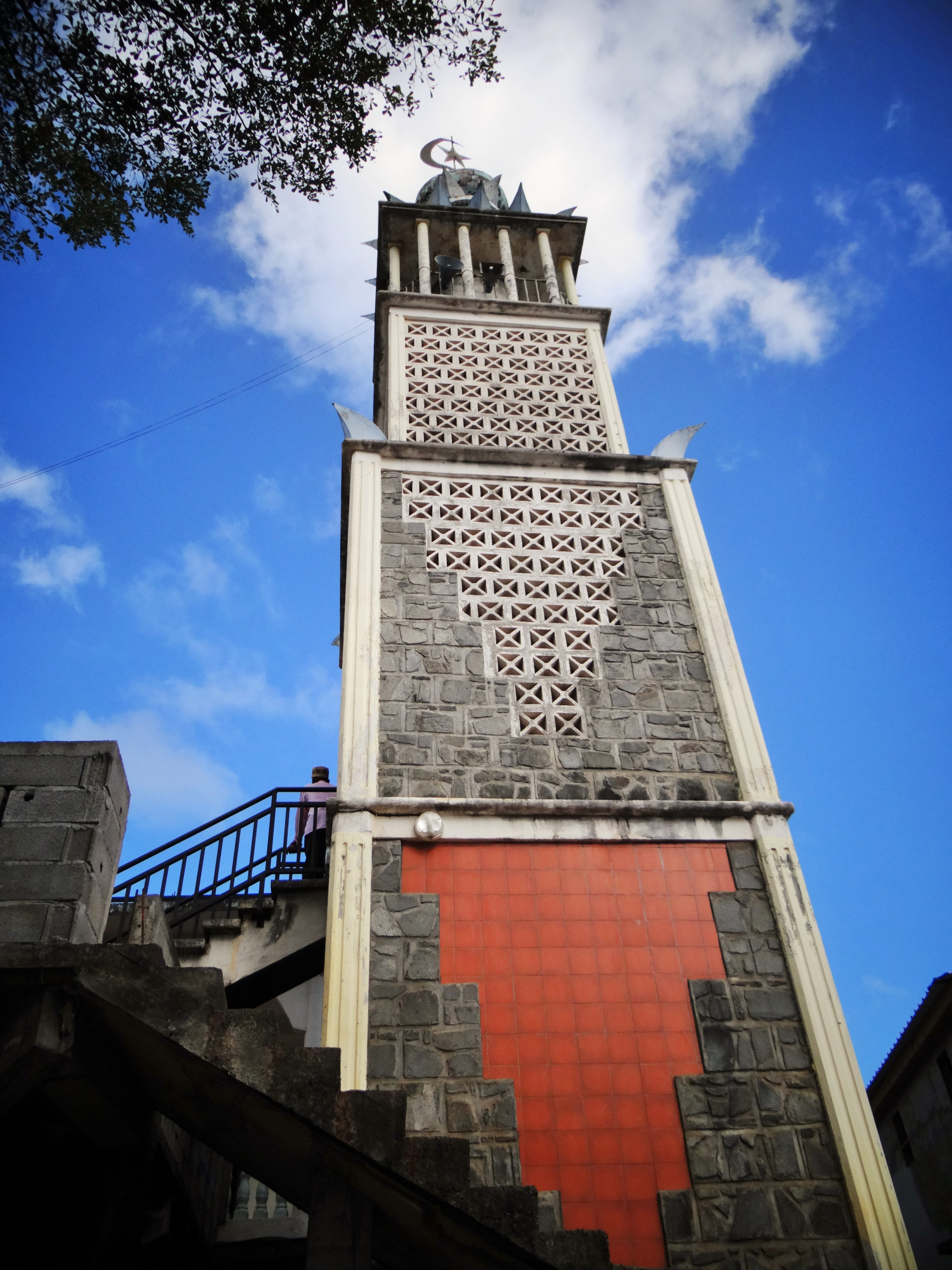
Đền thờ hồi giáo Tsingoni là ngôi đền cổ nhất còn hoạt động của tôn giáo này ở Pháp